# Paradoxe de Yablo

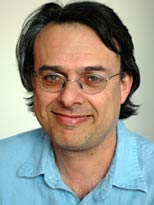
Steve Yablo, auteur du paradoxe de Yablo

Le paradoxe de Yablo est un paradoxe logique publié par Stephen Yablo en 1993. C'est une variante du paradoxe du menteur. Alors que le paradoxe du menteur n'utilise qu'une seule affirmation, le paradoxe de Yablo utilise une suite infinie d'affirmations. Chacune de ces affirmations se réfère à la totalité des suivantes, et à aucune autre en particulier. L'analyse de ces affirmations révèle qu'il n'existe pas de manière d'attribuer simultanément des valeurs de vérité à toutes ces affirmations de façon cohérente. Puisque qu'aucune des affirmations ne fait référence à elle-même, ni à des affirmations qui font référence à elles-mêmes, Yablo affirme que son paradoxe "n'est en aucune façon circulaire". Cet avis n'est pas partagé par Graham Priest,.

## Déclaration
Considérez la suite infinie d'affirmations :
- (S1) Pour chaque i > 1, Si est faux.
- (S2) Pour chaque i > 2, Si est faux.

## L'analyse
Supposons qu'il existe un n tel que Sn soit vrai. Alors Sn + 1 est faux, il y a donc un certain k > n + 1 tel que Sk est vrai. De plus, puisque k > n, et puisque Sn est vrai, alors Sk est faux. Supposer que Sn est vrai implique donc une contradiction, Sk serait à la fois vrai et faux, ce qui est absurde. Il s'ensuit que, pour chaque i, la phrase Si est fausse. Donc, la définition de S1 est satisfaite et cette affirmation est vraie. Ce qui contredit ce qui a été démontré plus haut.